# A tolonc
A tolonc Kertész Mihály 1914-ben forgatott, 1915 februárjában bemutatott fekete-fehér néma nagyjátékfilmje, Berky Lili és Jászai Mari főszereplésével. Ez az egyetlen ismert mozgókép, amely megörökíti Jászai Marit, illetve az egyetlen fennmaradt magyar némafilm, amelyen a később Victor Varconi néven Hollywoodban híressé vált Várkonyi Mihályt láthatjuk játszani. Tóth Ede 1875-ben írt népszínműve alapján készült film az Oscar-díjas Kertész legrégebbi magyar alkotása.

## Cselekmény
A Torockón élő Angyal Liszkának a haldokló, addig apjának hitt nagybátyja elárulja: az igazi apa az ő idősebb fivére, Angyal Pál volt, aki öregségére fiatal lányt vett feleségül, s féltékenységével addig kínozta, gyötörte az asszonyt, amíg az egy viharos, éjszakai civódás során meg nem ölte őt. Akkor – tizenöt évvel ezelőtt – vette magához a lányt, hogy felnevelje. Anyjáról semmit sem tud; vagy tömlöcben van, vagy meghalt. Az árvaságra jutott a városba megy, ahol beáll szolgálónak egy gazdag családhoz, Kontráékhoz. A ház ura, Kontra Fregolin a szoknyabolond férj mintapéldánya, a gáláns kalandok lelkes barátja. Kontráné első házasságából származó fia, Miklós derék, komoly fiatalember. Látva, hogy nevelőapja a Víg özvegy kávéházban dorbézol, kikéri anyjától apai örökségét, mielőtt nevelőapja mind elkölti azt. Kontráné dühösen megy férjéért.
A család otthon maradt fiatal urának megtetszik a lány, s udvarolni kezd neki. A hazatérő Kontráék hangos veszekedése zavarja meg az idillt. Liszka, aki nincs hozzászokva az ilyesfajta perlekedéshez, csodálkozik a részeg háziúr és családja békétlenségén.
Időközben Sárát, a gyilkos asszonyt, miután letöltötte 15 éves börtönbüntetését, szabadlábra helyezik. Visszatérve falujába, a községházára megy bemutatni szabadulólevelét a jegyzőnek. A korcsmából visszatérő hatalmasság lekezelően bánik vele, de visszafogadja a faluba és felszólítja a jó magaviseletre.
Liszka éli a cselédek dolgos életét. A fiatal szerelmesek enyelgését és Miklós házassági szándékát az anyja nem nézi jó szemmel. Egy nap azonban férje is szemet vet a lányra, ölelgetni kezdi. Kontra a rájuk nyitó asszonynak azt hazudja, hogy a lány kezdett flörtölni vele. Liszka ártatlanságát és tisztességét hangoztatva kikéri cselédkönyvét, hogy máshova mehessen dolgozni, ám Kontráné nem engedi; bezárja őt, és rendőrért megy. A hazatérő Miklós szabadítja ki. A lány azzal, hogy inkább öngyilkos lesz mint hazatoloncolt, kétségbeesetten elmenekül. A fiatalember utána rohan, de nyitva felejti az ajtót.
Mrawcsák, a javíthatatlan csavargó éppen arrafelé jár; a nyitott ajtót látva bemegy a házba és magához veszi az értékeket: aranyórát, láncokat, gyűrűket és készpénz. A rendőrrel hazatérő Kontráné látja, hogy tárva-nyitva minden; hamar rájön, hogy kirabolták. Miklós visszajön Liszkával, meg akarja védeni anyja haragjától. Kontráné azonban a lányt gyanúsítja meg a család értéktárgyainak ellopásával. Ő hiába vallja magát ártatlannak, a rendőr letartóztatja és magával viszi.
Sára nagyon magányos. Mióta kiszabadult a börtönből, többnyire a korcsmában tölti napjait, pálinkában keresve a feledést. Arról ábrándozik, hogy egyszer viszontláthatja lányát.
Mivel a lopást bizonyítani nem tudják, a szegény, ártatlan Angyal Liszkát nem vetik tömlöcbe, de rendőri kísérettel visszatoloncolják szülőfalujába. Az ugyancsak arrafelé csavargó Mrawcsák utoléri a rendőrt és a gyaloglástól elcsigázott lányt, aki megtetszik neki, ezért enni és inni ad Liszkának, majd együtt folytatják útjukat. Mrawcsák az úton mindvégig vigasztalni próbálja az elkeseredett lányt.
Miklós levelet ír anyjának, hogy elhagyja a házat, mert nem tud Liszka nélkül élni. Szereti őt, és ha nem találja meg, sohasem tér vissza. Megérkezik Torockóra, ahol a jegyzőtől érdeklődik Liszka felől. A lány házához menet egy vigadó, táncoló társaságba botlanak, ám a legénynek nincs kedve mulatni.
A tolonc és kísérete megérkezik a községházára, ahol a rendőr átadja a lányt a jegyzőnek. Ő megdorgálja Liszkát és megfenyegeti: amennyiben nem viseli jól magát, „megismerteti vele az igazi helyét”. A faluból visszaérkező Miklós szerelmet vallva öleli karjaiba a lányt s megkéri: őszintén mondja el, mit tud az eltűnt értéktárgyakról. A lány erre sértetten elrohan. Miklós a korcsmába megy, hogy bánatát italba fojtsa és cigányzenével enyhítse fájdalmát. Sára és Mrawcsák a szomszéd helyiségben enyhítik szomjukat.
Eközben a lány a fűszeresnél hat pakli kénes gyufát vásárol, amelyeknek lekaparja a fejét. Ő is a korcsmába megy, bort hozat, beleteszi a mérget és bele is kortyol az italba, majd szilaj táncba kezd Mrawcsákkal, mert mulatozva szeretné kilehelni a lelkét. A részeg csavargó gazdagságával dicsekszik a lánynak, megmutatja az ékszereket és a pénzt. Azzal hitegeti Liszkát, ha hozzá megy, mind az övé lesz. Liszka felismeri Kontráék értéktárgyait, ám elbizonytalanodik. Sára kéri a lányt, ne engedjen a csavargó kísértésének, maradjon becsületes. Elmondja, hogy 15 évet ült, mert letért a becsületes útról: megölte férjét, Angyal Pált. Liszka így tudja meg, hogy az öregasszony nem más, mint édes szülője; „Anyám!” kiáltással lábai elé veti magát és a rosszulléttől elalél. Sára élesztgeti lányát, kínálná a „gyógyszeres italával”, de ő nem tud inni. Mivel az asszonyt is rosszullét kerülgeti, ő húzza meg a boros flaskát. A méreg gyorsan hat és rosszul lesz. A magához térő Liszka rádöbben: anyja megitta a mérget. Hiába szeretnének együtt boldogok lenni, hiába könyörögnek az Úrhoz, az asszony előbb megvakul, majd lánya karjában leheli ki lelkét.

Mrawcsákot lefogják és pandúrkézre adják, Miklós pedig aggódva öleli keblére a boldogtalan lányt, orvost hívat hozzá s kórházba viteti. Hazatér a szülői házhoz, viszi magával a kincset és tisztázza kedvesét. Kéri szüleit: tegyék jóvá, amit elkövettek kedvese ellen.
Liszka négy hetet tölt a kórházban, ahol még árvábbnak érzi magát mint eddig. Még teljes gyógyulása előtt megszökik és egyenest anyja sírjához siet, hogy virágot vigyen rá. Eközben Kontráék is megérkeznek Torockóra és találkoznak a lánnyal, akivel kibékülnek. A fiatalok végre egybekelhetnek, fényes esküvőt tartanak, nagy lakodalommal. Az ifjú pár boldogan él kis falusi házacskájukban; hamarosan gyermekük is megszületik...

## Szereplők
- Berky Lili – Angyal Liszka
- Várkonyi Mihály – Miklós, Kontráné fia az első urától[1]
- Jászai Mari – Ördög Sára
- Szakács Andor – Angyal Pál
- Nagy Gyula – Kontra Fridolin
- Simon Mariska – Kontráné, Miklós anyja
- Szentgyörgyi István – Mrawcsák, öreg vándorlegény
- Mészáros Alajos – egy úr
- Berky Kató – az úr felesége
- Hetényi Elemér – cselédközvetítő
- Gálosi Zoltán – Ábris, inasgyerek
- Kertész Endre – Lőrincz, fiatal zsidó
- Erdős Fülöp – kifutó
- Nagy Adorján – rendőrfogalmazó
- Fekete Mihály – börtönigazgató
- Berky József – írnok
- Hidvéghy Ernő – orvos
- Ihász Aladár – egy úr a kávéházban

## Forgatás
A tolonc című némafilm 1914-ben készült, Tóth Ede 1875-ben írt népszínműve alapján, dr. Janovics Jenő, a Kolozsvári Nemzeti Színház igazgatója  kezdeményezésére, aki filmre adaptálta a darabot. Rendezőnek az akkor virágzó dán Nordisk cég stúdiójában tett tanulmányútról éppen hazatért Kertész Mihályt, operatőrnek pedig a Bécsben tanulmányokat végzett fényképészt, Fekete Lászlót kérte fel.
A film a Janovics által vezetett Proja Filmgyár produkciójában készült. A forgatás június elejétől július 15-ig tartott; nagyobbrészt a cég kolozsvári stúdiójában és a Nyári Színkör mögötti, széltől védett, zárt, lepadlózott térségen kialakított „szabadtéri műteremben” zajlott, a külsős felvételek pedig a város utcáin, Torockón, a Tordai-hasadéknál, és az Aranyos partján készültek, a Nemzeti Színház és a kor jeles kolozsvári színészeivel. Mivel Kolozsváron akkor még nem volt megfelelő laboratórium, e munkálatokat a Frölich János és Fodor Aladár budapesti Kino-Riport filmgyárában végezték el.
A film forgatása során, június elején egy kisebb incidens történt. Az egyik jelenet felvétele közben, amikor Ördög Sárának egy arra haladó hintót kellett megállítania, hogy a benne ülőknek kártyát vessen, a kocsi a kelleténél hamarabb indult tovább, s sárhányója eltörte Jászai Mari egyik bordáját. A kórházba került színésznő a rendezőt hibáztatta, aki viszont nem ismerte el felelősségét. A helyzet annyira elmérgesedett kettőjük között, hogy Jászai a forgatást követő bankett előtt visszautazott Budapestre.
A film eredeti hossza 1650 méter volt. Az 1920-as cenzúrahatározat szerint azonban már csak 1380 méter. A 2006-ban előkerült nitrópozitív még ennél is valamivel rövidebb, kb. 1300 méter.

## Fogadtatás
A film még el sem készült, máris per tárgya lett. Pásztory M. Miklós népszínmű-adaptáció sorozata második darabjaként szerette volna megfilmesíteni A toloncot, ezért bírósághoz fordult, hogy tiltsák be a Janovics-produkcióban készült alkotás vetítését. A pert azonban elvesztette, mivel Tóth Ede népszínművének eredeti kéziratára maga a szerző írta rá, hogy művét közkinccsé nyilvánítja.
Az elkészült alkotást a korabeli lapok „a legelső jó magyar filmnek” nevezték. A népszínmű-adaptáció jelentős erkölcsi és anyagi sikert hozott mind Janovics Jenőnek, mind pedig a forgalmazó Projectograph Rt.-nek. A Philipp és Pressburger cég megszerezte a külföldi forgalmazás jogát, így az alkotást nagyon korán vetíteni kezdték Ausztriában és Németországban is, sőt az alkotás felkerült a berlini filmbörze jegyzékére is. Ősbemutatójára 1915 februárjában Bécsben került sor. Ezt követően március 1-jén Budapesten (Apolló, Tivoli), majd március 20-án Kolozsvárott (Egyetem mozgó) volt díszbemutató. Az alkotáshoz Emőd Tamás írt prológot, amit a mű főpróbáján maga a rendező, Kertész Mihály mondott el, a film kolozsvári bemutatóján pedig a Kolozsvári Nemzeti Színház művésze, Fáy Flóra szavalt el.
A kritikusok jól fogadták a produkciót. Kiemelték: A tolonc túlhaladta azt a korszakot, amikor a nézők még főleg azért szerették a hazai filmet, mert magyar, és emiatt még hibáit is hajlandóak voltak elnézni. Dicsérték a színészek, különösen  Jászai Mari, Berky Lili, Várkonyi Mihály és Szentgyörgyi István alakítását, természetes játékát, bár akadt, aki megjegyezte: a jó játék ellenére hiányzik Jászai Mari jellemző orgánuma. Mások a külső helyszínek megválasztásáért rajongtak, hiszen Kolozsvár egy sor festői részlete elevenedik meg a vásznon. Merza Gyula néprajzkutató különösen az esküvői jelenetekben feltűnő kalotaszegi népviseletet és a környékbeli tájakon felvett képsorokat méltatta: „Magunk előtt látjuk a torda-torockói utat háttérben a vadul szaggatott szirtekkel, a bájos Aranyos menti tájakat a Leánykővel, majd a Székelykő lépcsőzetes kolosszusait.”

## A film utóélete
Az első világháború után a kolozsvári magyar filmgyártás gyakorlatilag megszűnt. A Magyar Nemzeti Színháztól elvették Hunyadi téri épületét, a magyar társulat a Nyári Színkör épületében dolgozott állandó anyagi gondok között. Janovics a korábban készített filmeket még a harmincas években is forgalmazta, új kópiákat gyártott, amiket eladott és kölcsönzött, az azokból származó bevételeit a színház működésére fordította. Hegyi Lili, kolozsvári színésznő visszaemlékezése szerint A toloncból az 1940-es évek elején még volt kópia Fekete László Fotófilm nevű műhelyében, ahol a Proja-filmek laboratóriumi munkái készültek.
A későbbiek folyamán a sérülékeny tekercsek elvesztek, megsemmisültek; se Magyarországon, se Romániában nem került elő kópia. A filmszakma úgy tudta, A toloncot csak Ausztriában és Németországban vetítették, kópiát azonban ott sem találtak.

### Egy előtalált kópia
2006-ban egy amerikai útja során Cselényi László, a Duna Televízió elnöke, szokásához híven, meglátogatta Mautner Gabriellát (Weiss Manfréd unokáját), a New York-i Magyar Ház önkéntes könyvtárosát, aki megkérte, vizsgálja meg az intézmény pincéjében kallódó 16 doboznyi filmet, hátha valami érdekesre bukkan. Mivel a rozsdás fémtokokban tartott szupergyúlékony és robbanásveszélyes tekercseket repülőgépre adni nem lehetett, Cselényi az adományt mintegy 8–9 hónapos kalandos úton juttatta haza: a dobozok előbb egy tengerjáró hajó mosodájában (a hajó legnedvesebb pontja volt a legbiztonságosabb hely) Lisszabonba kerültek, majd Madridba, ahonnan maga Cselényi szállította Budapestre.
A filmek egy ideig a Duna Televíziónál pihentek, de mivel ott nem volt szakember és technikai lehetőség azonosításukra, a tekercseket 2008-ban átadták bevizsgálásra a Magyar Nemzeti Filmarchívumnak. A sürgős állagmegóvó munkák után Balogh Gyöngyi filmtörténész, kutató azonosította az alkotást.
A virazsírozott – utólag snittenként színes fürdőbe mártott, tekercsenként 5–6 színárnyalattal bíró – kópián fellelhető angol cím (The Undesirable) és az angol inzertek arra utaltak, hogy – az addigi ismeretektől eltérően – a filmet valószínűleg az USA-ban is forgalmazták. A kópia Janovics 1920-as évekbeli forgalmazási tevékenysége során készülhetett. Az eredeti magyar szerepneveket angolosították. Angyal Liszka nevéből Angel Betty, Miklósból Nick, Mrawcsákból pedig Jim lett.

### A film felújítása
Az előkerült, kissé zsugorodott, tűz- és robbanásveszélyes nitrokópia már nem volt vetíthető, azonban megfelelő alapanyagnak tűnt egy jó minőségű biztonsági másolat készítésére. A Magyar Filmlaborban sikerült a karcok jelentős részét eltüntetni, azonban a kép erősen remegett, az osztásvonalak gyakran belógtak a képmezőbe. Kiderült, hogy az előkerült nitrokópia egykor technikai hibával készült, a másolás során az eredeti negatív és nyersanyag egymáshoz viszonyított helyzete instabil volt, emiatt a fotogramok egymáshoz képest folyton elcsúsztak, ugráltak, a kép remegett, „úszkált”. (Vélhetően azért is maradt meg viszonylag jó, karmentes állapotban, mert a hiba miatt nem sokszor vetítették.) A problémát egy archív kapuval rendelkező kopírgéppel lehetett volna megoldani, azonban ilyen nem állt rendelkezésre, beszerzése pedig anyagi források hiányában nem volt lehetséges.
A problémát nem sikerült orvosolni. Tekintettel arra, hogy Kertész munkája nemzetközi érdeklődést keltett, a Holland Filmarchívum (EYE Film Institute Netherlands) felajánlotta segítségét: egy kópiáért cserébe elkészítteti a biztonsági másolatot az archív filmek restaurálásában nagy tapasztalatokkal rendelkező Haghefilm laboratóriumban. A kiszállított filmről készült analóg tesztmásolatról kiderült, hogy az osztásvonalak beúszását sikerült megszüntetni, a kép azonban továbbra is remeg. A megoldást egy rendkívül drága digitális eljárás jelentheti.
Holland javaslatra a nitrokópia a digitális restaurálásra és archiválásra szakosodott, magyar alapítású Cinetic Stúdióba került New Yorkba. A cég vállalta, hogy a film 4. felvonását saját költségén restaurálja és megkísérli a kopírozásból eredő hibák javítását is. Sikeresen stabilizálták a képet, de a remegés csillapítása végett belenagyítottak a képbe, emiatt a kép szélei körben lemaradtak.
A nitrokópia visszakerült Magyarországra. A MaNDA végül is egy sikeres, 14 millió forintos pályázatának eredményeként a Magyar Filmlabor VFX-stúdiójával végeztette a restaurálást. A stabil szkenneléshez beszerezték a hiányzó archív kaput, és 4k felbontásban elkészítették a másolatot. Ezt követően négy fázisban végezték el a digitális felújítást (képstabilizálás, előtakarítás és tónusegyenetlenség-javítás, a 70 426 képkocka kézi retusálása, majd végső simítások).

### Centenáriumi díszbemutató
A rendkívül összetett és bonyolult, közel egy évig tartó munka eredményeként 2014 őszére elkészült a digitális felújítás. A centenáriumát ünneplő Kertész-film díszbemutatójára az 1. Magyar Filmhét nyitóvetítéseként került sor a Művészetek Palotájában 2014. október 13-án. A filmhez a Maestro című Oscar-jelölt magyar animációs film zenéjét is jegyző Pacsay Attila komponált kísérőzenét, amelyet a nyitógálán az 52 tagú Pannonia Symphony Orchestra adott elő.